# Fuente Obejuna (kommunhuvudort)
Fuente Obejuna är en kommunhuvudort i Spanien.   Den ligger i provinsen Province of Córdoba och regionen Andalusien, i den centrala delen av landet, 280 km sydväst om huvudstaden Madrid. Fuente Obejuna ligger 610 meter över havet och antalet invånare är 5 451.
Terrängen runt Fuente Obejuna är platt åt nordväst, men åt sydost är den kuperad.Runt Fuente Obejuna är det glesbefolkat, med 9 invånare per kvadratkilometer. Närmaste större samhälle är Peñarroya-Pueblonuevo, 13,6 km öster om Fuente Obejuna. Trakten runt Fuente Obejuna består till största delen av jordbruksmark.